# コスモス楽園記
『コスモス楽園記』（コスモスらくえんき）は、1986年から1989年まで隔週誌コミックバーガー（現：コミックバーズ）に連載されたますむらひろしの青年漫画。

## 概要
名誉のために未開の島へ降り立った新人カメラマンの青年が、その島に生きる進化した猫人たちと出会い、1942年にその島で起きた核実験の真実に迫る。 全5巻構成で主人公の藤田康介の視点から奇妙なロバス島の実態を描く物語であるが、1～2巻までがストーリーを進行させる縦軸となっており、3～5巻は話の主題を掘り下げる横軸となっている。連載当時の日本を連想させる描写が強く、ブラックな労働問題や金銭問題が話の根幹を成すなど、作者の他作品とは一線を画している。作中で登場する新聞の記事からすると、物語内では連載当初から終了まで、3年の月日が経過していることが分かる。
単行本第1巻には、本作と同一の世界観と思われる描き下ろしフルカラー短編「植物ポスター」が収録されている。

## サブタイトル一覧
本作では第1話、第2話…ではなく、その1、その2…と表記される。
1巻
描き下ろし短編「植物ポスター」
1.　呼吸の夜
2.　ザ・ロング・アンド・ワインディング・ロード
3.　ムーンライト・キネマ
4.　ジプレッション設計師
5.　漂流博物館
6.　I’M THE EGG MAN
7.　牛肉を買いに
8.　硫黄谷の種
9.　EGG MANの散歩道
10. 胞子
2巻
11.　HELP&GET BACK
12.　水色網目
13.　網目の底
14.　スネール
15.　オレンジ
16.　サイレント・サイダー
17.　IMAGINE
18.　新聞記者
19.　ねこねこ第4工場
20.　ブルー・パニック
21.　ポンペイTOWN
22.　THE ROLLING TIME
3巻
23.　ノドが鳴る
24.　ボンゴ・マン
25.　ジョジマアル・ワイン
26.　脳にしみる声
27.　ポーカー
28.　オレの腹はよく泣く腹だ
29.　美食評論クラブ
30.　美食の極致を食べる時
31.　ホルム草が飛んでくる時
32.　酒仙猫
33.　星ヒゲ祭
4巻
34.　春のオフロ
35.　コペルニクス・ジュース
36.　A SONG FOR YOU
37.　木靴屋
38.　サイレンス
39.　木打ち通信
40.　水色の町
41.　イナズマ床屋
42.　虫はなんでも知っている
43.　真昼の心臓
44.　静寂（しじま）の響き
45.　お香クジ
46.　バロックハウス
47.　建築家
48.　ロバス銀行
49.　クレーター・カクテル
50.　心の言葉
51.　恐竜絶滅表現
52.　マダラ旋律
53.　CAN YOU HEAR ?
54.　地下プール
55.　無敵の胃袋
56.　腹掘ドリンク
5巻
57.　魚偏調査
58.　盆裁狂
59.　盆栽返し
60.　地図
61.　血の流れ
62.　ポッタ村祭り
63.　南洋日本風景
64.　ブッシル草のドブロク
65.　FULL MOON
66.　NINJA
67.　冷涼服
68.　籠城大会
69.　サプォム
70.　サプォム探し
71.　リズム合戦
72.　さよならロバス・さよならニッポン

## 地名・用語
ロバス島
南太平洋に位置する本作の舞台となる島。元は自然環境に恵まれた無人島だったが、1942年に化学者達が戦争兵器を研究する為に入植し始め、その研究者の内の一人が藤田剛介だった事が物語の全ての始まりとなる。物語開始の時点である1986年の段階では、化学者達はスネール化した藤田剛介を除きほぼ全滅していた。島の周囲に霧が立ち込めており、外界との関わりを遮断している。生態系も独特で、現代科学では解明できない動物細胞と植物細胞の混合した植物などが存在している奇妙な島である。南太平洋に位置しているが文化自体は日本に近く、島民の猫人達の名前は一部の身分の高い猫人達やミュウレル一族を除いて日本名である。島には見回り局(警察)が存在しているが、法律という概念が希薄なせいで犯罪は多発して死者は多く出ている。文太の発言によると猫人以外にも様々な珍獣が棲息しており、異常発達した昆虫等も存在が確認されている。
ロバス島の猫人達
元は藤田剛介が飼育していた数匹の猫が起源となっている。作者が得意とする毎回恒例の猫の擬人化だが、本作のものは科学的に生い立ちが説明された珍しいケースである。
スネール
藤田剛介が生み出したアメーバの姿をした最強の生物兵器。生き物の思考を喰らう事で成長し、喰らった対象の記憶と人格を丸々複製する事が出来る。スネールに取り込まれ続けると記憶や意志を全て奪われ、やがては死に至る。「新聞記者編」で登場したスネールは、寄生せずとも間接的に猫人達を洗脳する能力を持っていた。
ねんねこ商会
作中3番目のキーである猫人達の経済を形成する商会。会長のミュウレルを端に発した商業のネットワークは幅広く島の文明開花に貢献しているが、労働環境はあまりよく無くブラック企業に近い。社員はミュウレルに絶対服従。社員は一日の労働を終えた後に給金塔から金貨を貰うが、給金塔から出てくるロボットアームに対して労働者としての服従心を表さないと銅貨は貰えない仕組みになっている。現会長はミュウレルだが商会自体は彼の先代が設立したものであり、元は善良企業だったらしく腐敗はミュウレルが会長に就任した時から始まったらしい。
横ジマ商会
ゴン雷を筆頭とするロバス島の犯罪者集団の集まり。文太の発言によると万引きスリ置き引き等を常習的に行う悪行の絶えない集団だが、間抜けな一面を持っているため不発に終わる事が多い。

## 登場人物
藤田光介（ふじた・こうすけ）
本作の主人公で人間。男性。岩手県盛岡市出身。大学卒業後にテレビ番組の製作会社に入社し、二年目で謎の島の単独取材の仕事を貰った。当初の目的はロバス島のレポートだったが、猫人達にボートを奪われて阻止される。以降は脱出をあきらめたフリをして島の秘密を暴こうとするが、次第にロバス島の住人たちや文化に魅了され、「現代日本が失ってしまった日本」があると気づくようになる。
当初はカメラマンとしての職務に忠実で中立的な性格だったが、様々な体験を経て、ロバス島の住人として生きていく決意を固める。
日本との連絡が途絶えた結果、関係者及び親族からは死亡扱いされている。真弓とは大学時代からの同期。大学時代から絵画や文学に秀でており、卒論ではゴッホの模写などを行っていた。佐野元春好きの妹の葉子と祖母の妙がいる事や、小学生の頃から学業に関しては優秀だった事が本人の口から語られている。
文太（ぶんた）
もう一人の主人公。自由奔放すぎる性格で、光介は初めて出会った猫人が彼であるという事実にげんなりしていた。
普段は自堕落だが、時折何処から電波を受信したかの様に発明する癖がある（劇中では「発作」と呼ばれている）。
スネールに触れても記憶を奪われない特殊な体質を持っており、またスネールは彼を忌避するため、スネールに飲まれた光介を救出することに成功した。
水本真弓（みずもと・まゆみ)
光介の大学時代の後輩。東京浅草出身。光介の生存をあきらめきれず、ロバス島に一人で乗り込んできた。その後は光介と文太の世話役となっている。日本に在籍していた頃は大学院で研究を続けており、ロバス島でも「てのこ牛肉草」の種を購入し、その内部を観察するなど学者気質を発揮している。
登場はゴッホの絵筆事件の後だが、文太が発明したビートルズベットが投影した光介の夢の中で彼女と思わしき幻体が登場している。
ロバス島では烏丸本屋という書店に勤務している。また、ロバス島の小学校に臨時教師として赴任したことがある。
煙鳥（えんちょう）
文太の親友。落ち着いた性格で、詩人として生計を立てている。ロバス島に来たばかりの光介に興味を持ち、自分達が生まれたルーツと光介が何か関係あるのではないかと考え協力者となった。その勤勉さはロバス島の中でも有名で、スズモリサンゴから島でトップの読書家として認められる程である。しかし常識人故に、文太の言動に終始驚かされたり、藤田剛介が語る自分達のルーツに動揺したりするなど、非常時に脆い一面を持つ。
エッグマン
文太が開発したロボットであり序盤の重要キャラクター。一つ目の卵から六本足が生えたような外見。文太が開発したにもかかわらずロバス島の秘密を知っており、性格は文太とは対照的に知的で理性的な性格を持つ。高性能な特殊能力を持ち、オキアミ教の陰謀を透視眼で暴いたり、ゴッホの絵筆に眠る記憶を甦えらせたりしている。硫黄谷にオリジナルの機体が存在しており、文太が硫黄谷に眠っている藤田剛介の意識を受信して発作を起こしたことで、無意識の内にエッグマンを開発してしまったという背景を持つ。
針王（はりおう）
文太のライバル的存在。ねんねこ商会のエリート社員。ねんねこ商会に寝返った勉虎を助手にして光介と同時進行で硫黄谷に入るが、そこで自分が文太と同じスネールを寄せ付けない遺伝子を持っている事に気づき、スネールを従えてロバス島の支配を企む。
勉虎(べんとら)
針王の右腕。元は波頭日報の新聞記者だったが、針王の手下となる。
迷路医者（めいろいしゃ）
ロバス島唯一の病院の院長。仮病程度で病院に押し掛ける患者を嫌い、病院の周囲に巨大な迷路を建設し、突破した者だけに診察権を与えるという過激なシステムを考案した。迷路には様々なトラップが仕掛けられており中には到達出来ずに道中で命を落とす者もいるが、医師としての技術は本物である。その後「もう一人の藤田光介編」で再登場し、光介の記憶を盗んだオレンジスネールを捕まえてペットにしたいと考え、多額の賞金を掛ける。
ジプレッション
島で一番の溜まり場である「レストラン・ドレシーヌ」を建設した建築士の猫人。島の有名な建築物は彼の手によるものだが、ゴッホについての藤田の記憶を色濃く継承しているせいで、大半の建築物はゴッホの作品の模倣である。
ゴン雷
トラジマ商会を纏める元締め。上半身裸にサングラスを掛けた容姿を持つヤクザに近い猫人の男だが、文太に騙されて家を奪われたりするなど、間の抜けた一面を持つ。
藤田剛介(ふじた･ごうすけ)
ロバス島の創造主。元は戦争兵器を開発していた科学者の集団の内の一人。自身が生み出したスネールに飲み込まれ、ロバス島での兵器研究は終わりを告げた(つまり硫黄谷の研究室にいる藤田剛介は彼の記憶を複製したクローンであり、本人自身は故人である)。
その後、彼の兵器研究の産物である猫達が文明に目覚め、一つの種族としてロバス島を支配する事となった｡
クローン体に変化してからは硫黄谷の地下で眠っていた。クローン体は目覚めてから早々に暴走し始めて光介達を襲い、光介達が這う這うの体で地下から脱出したときには行方不明になっていた。その後、30話で針王に捕獲された形で生存していた事が判明するが、異形の自分に未来を築いて行く事は出来ないと考えた末、今を生きる光介達に未来を託して消えて行った。